# Скаришев (гміна)
Гміна Скаришев (пол. Gmina Skaryszew) — місько-сільська гміна у центральній Польщі. Належить до Радомського повіту Мазовецького воєводства.
Станом на 31 грудня 2011 у гміні проживало 14010 осіб.

## Площа
Згідно з даними за 2007 рік площа гміни становила 171.41 км², у тому числі:
- орні землі: 77.00%
- ліси: 17.00%

Таким чином, площа гміни становить 11.21% площі повіту.

## Населення
Станом на 31 грудня 2011:
| Опис     | Загалом | Загалом | Чоловіки | Чоловіки | Жінки | Жінки |
| -------- | ------- | ------- | -------- | -------- | ----- | ----- |
| одиниця  | осіб    | %       | осіб     | %        | осіб  | %     |
| все      | 14010   | 100     | 6953     | 49.63    | 7057  | 50.37 |
| міське   | 4223    | 100     | 2080     | 49.25    | 2143  | 50.75 |
| сільське | 9787    | 100     | 4873     | 49.79    | 4914  | 50.21 |

## Сусідні гміни
Гміна Скаришев межує з такими гмінами: Вежбиця, Ґузд, Ілжа, Казанув, Коваля, Тчув.